# Милиум
Милиум (от латинского «просяное зерно», «просо») — это белый угорь, который образуется в результате избыточной деятельности сальных желез. Различаются первичные, а также клинические милиумы. Первичные милиумы возникают спонтанно и могут быть следствием воздействия, к примеру, ультрафиолетовых лучей. Вторичные милиумы появляются после воспалительных или травматических повреждений кожи, в рубцах.